# Fons de garantia salarial
El Fons de Garantia Salarial (FOGASA) és un organisme públic que depèn del Ministeri de Treball i Afers Socials d'Espanya que té com a funció garantir als treballadors la percepció dels salaris, en cas d'insolvència, suspensió de pagaments, fallida o concurs de creditors de l'empresa i amb caràcter subsidiari. Es va crear a la dècada de 1970 i està regulat pel que disposa l'article 33 de l'Estatut dels treballadors.

## Situacions en les que intervé FOGASA
- Fogasa s'encarrega de pagar els salaris deguts i reconeguts als treballadors en una quantia no superior a la quantitat que resulti de multiplicar el doble de l'SMI diària amb prorrateig de pagues extraordinàries, pel nombre de dies pendents de pagament, amb un màxim de 120 dies. [*aquest organisme es finança amb les quotes que mensualment abonen els empresaris (0,20% de la base de contingències professionals de cada treballador)]
Si són indemnitzacions reconegudes: (màxim 1 any) 
30 dies per any; Acomiadament disciplinari, improcedent (El doble de l'SMI +1/6).
30dies per any; Extinció per voluntat del treballador amb causa justa (El doble de l'SMI +1/6).
20 dies per any; Acomiadament col·lectiu i objectiu (El doble de l'SMI +1/6).
12 dies per any; Final del temps convingut (excepte en interinitat i formació) (El doble de l'SMI +1/6).
- Pagament directe d'indemnitzacions pel Fogasa (no és necessària la declaració d'insolvència o el concurs de l'empresa)
Empreses de menys de 25 treballadors: Quan els contractes indefinits s'extingeixin per causes objectives o acomiadament col·lectiu, el Fogasa rescabalarà l'empresa amb 8 dies d'indemnització abonada al treballador.
Expedients de regulació d'ocupació (ERO): Quan l'autoritat laboral, constant l'existència de força major, acordi que tota la indemnització o una part sigui satisfeta directament pel Fogasa, sense perjudici del dret d'aquest últim a rescabalar-se de l'empresa.
<<referències: Sèrie Evoluciona, Formació i Orientació Laboral,editorial MACMILLAN Professional>>